# Anouar Ait El Hadj
Anouar Ait El Hadj (ur. 20 kwietnia 2002 w Molenbeek-Saint-Jean) – belgijski piłkarz pochodzenia marokańskiego grający na pozycji ofensywnego pomocnika. Od 2012 jest zawodnikiem klubu RSC Anderlecht.

## Kariera klubowa
Swoją karierę piłkarską Ait El Hadj rozpoczynał w juniorach takich klubów jak: FC Brussels (2010-2011), KAA Gent (2011-2012) i RSC Anderlecht (2012-2019). W 2019 roku awansował do kadry pierwszego zespołu Anderlechtu. Swój debiut w belgijskiej ekstraklasie zanotował 28 lipca 2019 w przegranym 0:2 domowym meczu z KV Oostende, gdy w 87. minucie tego meczu zmienił Pietera Gerkensa. 7 lutego 2021 w wygranym 2:1 wyjazdowym spotkaniu z KRC Genk zdobył pierwszą bramkę w barwach Anderlechtu.
| Sezon   | Klub           | Kraj   | Rozgrywki       | Mecze | Gole |
| ------- | -------------- | ------ | --------------- | ----- | ---- |
| 2019/20 | RSC Anderlecht | Belgia | Eerste klasse A | 2     | 0    |
| 2020/21 | RSC Anderlecht | Belgia | Eerste klasse A | 28    | 4    |

## Kariera reprezentacyjna
Ait El Hadj jest młodzieżowym reprezentantem Belgii. Ma za sobą występy na szczeblach U-16, U-17, U-18 i U-21. W 2019 roku wystąpił z kadrą U-17 na Mistrzostwach Europy U-17.